# HMS Escort (H66)
«Ескорт» (H66) (англ. HMS Escort (H66) — військовий корабель, ескадрений міноносець типу «E» Королівського військово-морського флоту Великої Британії за часів Другої світової війни.

## Історія створення
Есмінець «Ескорт» був закладений 30 березня 1933 року на верфі компанії Scotts Shipbuilding and Engineering Company у Гріноку. 29 січня 1934 року він був спущений на воду, а 30 жовтня 1934 року увійшов до складу Королівських ВМС Великої Британії. 

## Історія служби
За часів Другої світової війни есмінець брав участь у бойових діях на морі; бився у Північній Атлантиці та на Середземному морі. За проявлену мужність та стійкість у боях нагороджений двома бойовими відзнаками.
11 липня 1940 року зазнав важких пошкоджень у результаті торпедування італійським підводним човном «Марконі»; затонув при буксируванні північніше Алжиру